# باولو كابرال
باولو كابرال (بالبرتغالية: Paulo Cabral‏) هو لاعب كرة قدم برتغالي، ولد في 24 يونيو 1972 في Vila Nova de Cerveira ‏ في البرتغال. شارك مع منتخب البرتغال لكرة القدم. أما مع النوادي، فقد لعب مع نادي بنفيكا ونادي بيلينينسش.

## وصلات خارجية
- باولو كابرال على موقع قاعدة بيانات كرة القدم.إي يو (الإنجليزية)
- باولو كابرال على موقع ناشيونال فوتبول تيمز (الإنجليزية)
- باولو كابرال على موقع Soccerway.com (الإنجليزية)